# Unizitätslänge
In der Kryptologie bezeichnet man als Unizitätslänge  (auch: Eindeutigkeitsdistanz; engl. unicity distance, auch: unicity point) diejenige Länge eines Geheimtextes, die er mindestens aufweisen muss, damit ein durch Entzifferung daraus ermittelter Klartext als eindeutige Lösung erkannt werden kann.

## Definition
Die Unizitätslänge ist eine vom US‑amerikanischen Mathematiker und Elektrotechniker Claude Shannon vorgeschlagene Größe, die er im Jahr 1949 in seiner bahnbrechenden Arbeit Communication Theory of Secrecy Systems vorgestellt hat. Sie ist die Mindestlänge eines Textes, ab der das richtige Dechiffrat als eindeutige Lösung erkannt werden kann (englisch „the solution becomes unique“). Als Länge ist hier die Anzahl der Textzeichen gemeint. Bei diesen handelt es sich häufig um Buchstaben des lateinischen Alphabets.
Wenn man versucht, den Text durch Probieren aller möglicher Schlüssel zu entziffern, muss man das dabei jeweils entstehende Dechiffrat auf Plausibilität prüfen, indem man Redundanz der Sprache des Klartextes nutzt, also bestimmte Muster, die sich in Zeichenfolgen dieser Sprache finden. Handelt es sich etwa um eine natürliche Sprache, dann wird der Klartext die Regeln der Rechtschreibung und Grammatik dieser Sprache (weitgehend) einhalten. Wenn das Dechiffrat diesen Mustern entspricht, kann es sich um den richtigen Klartext handeln.
Wenn ein Text länger ist als die Unizitätslänge, ist die Wahrscheinlichkeit gering, dass es einen falschen Schlüssel gibt, der zu einem plausiblen Dechiffrat führt. Bei kürzeren Texten hingegen gibt es im Allgemeinen mehrere solcher Schlüssel, so dass eine eindeutige Entzifferung nicht möglich ist.
Die Unizitätslänge U ergibt sich als Quotient aus der Schlüssellänge L in Bit, also dem Zweierlogarithmus der Anzahl der verschiedenen möglichen Schlüssel der benutzten Verschlüsselung, und der Redundanz R der Sprache des Klartextes:
{\displaystyle U={\frac {L}{R}}\;\;{\text{mit}}\;R\geq 0}.
Wenn {\displaystyle R=0} ist, dann gibt es keine Unizitätslänge bzw. diese ist unendlich. Ohne Redundanz in der Klartextsprache ist eine Plausibilitätsprüfung nicht möglich; jedes Dechiffrat könnte das richtige sein.
Wenn R als Zahl der redundanten Bits je Zeichen des Klartexts definiert wird, dann ergibt sich U als Anzahl der Zeichen des Klartexts.

## Beispiele
Typische Werte für die Unizitätslänge für einige bekannte Verfahren sind:
- Caesar: 2 Buchstaben
- Vigenère: 13 Buchstaben (bei einem Schlüsselwort der Länge 10)[3]
- Playfair: 23 Buchstaben[3]
- Enigma I: 23 Buchstaben[4]
- Monoalphabetische Substitution: 24 Buchstaben[5]
- Zodiac-340: 152 Buchstaben[6]
- Anagramm: ∞ (unendlich)[7]
- One-Time-Pad: ∞ (unendlich)